# Лаундс (округ, Миссисипи)
Округ Лаундс (англ. Lowndes County) — округ штата Миссисипи, США. Население округа на 2000 год составляло 61586 человек. Административный центр округа — город Колумбус.

## История
Округ Лаундс основан в 1830 году.

## География
Округ занимает площадь 1300.2 км2.

## Демография
Согласно переписи населения 2000 года, в округе Лаундс проживало 61586 человек (данные Бюро переписи населения США). Плотность населения составляла 47.4 человек на квадратный километр.